# 斯坦尼斯拉夫·戈鲁纳
斯坦尼斯拉夫·尼古拉耶维奇·戈鲁纳（烏克蘭語：Станіслав Миколайович Горуна，1989年3月1日—），乌克兰男子空手道运动员，2017年世界运动会男子75公斤级金牌得主、2019年欧洲运动会男子75公斤级金牌得主、2020年夏季奥林匹克运动会男子75公斤级铜牌得主、2022年世界运动会男子75公斤级银牌得主。